# FLASHアニメーション
FLASHアニメーション (Flash Animation)、FLASH漫画、FLASHカートゥーンは、Adobe Flashや類似なソフトウェアを使用して作成されたアニメーション映画である。
通常、SWFファイル拡張子に配布される。
「FlashPlayer」はベクトル画像を配信するため、複雑形状でなければ一般的にデータ量が少なくて済み拡大表示をしても画像が荒れないというWEB配信に適した特徴がある。

## 歴史
米国では、2001年頃からFlashで作成されたアニメーションがTV放映されていた。日本では、FlashアニメーションのTV 放映は米国より遅れて2006年4月からテレビ朝日の深夜枠で流された『THE FROGMAN SHOW』が初となる。ただしWeb上での有料視聴番組を含めれば、日本でも2001年から「株式会社コンテンツジャパン」の『ブラック・ジャック』が放映されている。

## 労力
Flashアニメーションはトゥイーンアニメーションという自動中割機能を持ち、既存技術である手描きアニメーションを用いる場合に比べて、多くの労力を節約することができると認識されている。
リテイクに必要な作業時間を上回る制作工程の効率化が行われていると考えられ、『夜明け告げるルーのうた』を全編FLASHアニメーションで制作したサイエンスSARUでは、週休2日制・残業無しでの劇場作品制作が行われたことも注目を集めている。

## 製作者
Flashアニメーションにはビットマップ画像に比べて、画像が数値情報で保存されるため、制作後の編集や、画像の再利用が容易という制作者サイドの利点がある。
日本企業においては、2011年のインタビューにて、Flash アニメーションを十分に用いてテレビ用アニメーションを行っているところはなく、全てをFlashアニメーションで使うということに関しては実用に至る前の段階であり、将来テレビアニメーションにおいて Flashが手描きに取って代わることはないだろうという認識が語られている。
中国企業においては2010年のアンケートにおいて、手描きアニメーションに対して Flash アニメーションの評価が高く、将来性を強く評価している。

## 製作ソフト
FlashアニメーションのSWFファイルフォーマットは一般に公開されており、アドビ以外の個人や企業でもFlashのファイルを扱えるソフトウェアを開発して配布することができ、扱える自由ソフトウェアがいくつか公開されている。